# Washington Park megállóhely

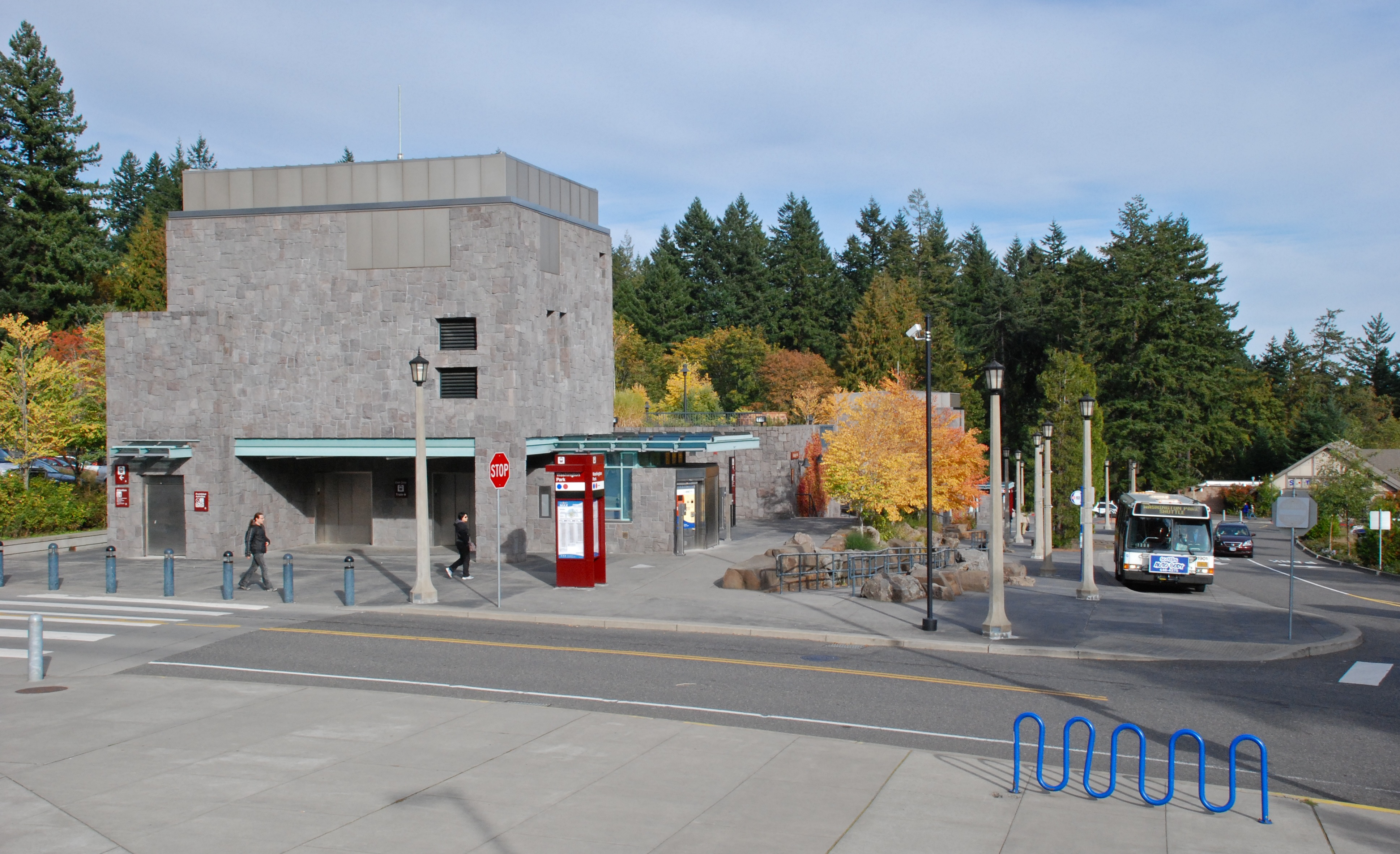
A nyugati lift és a buszmegálló

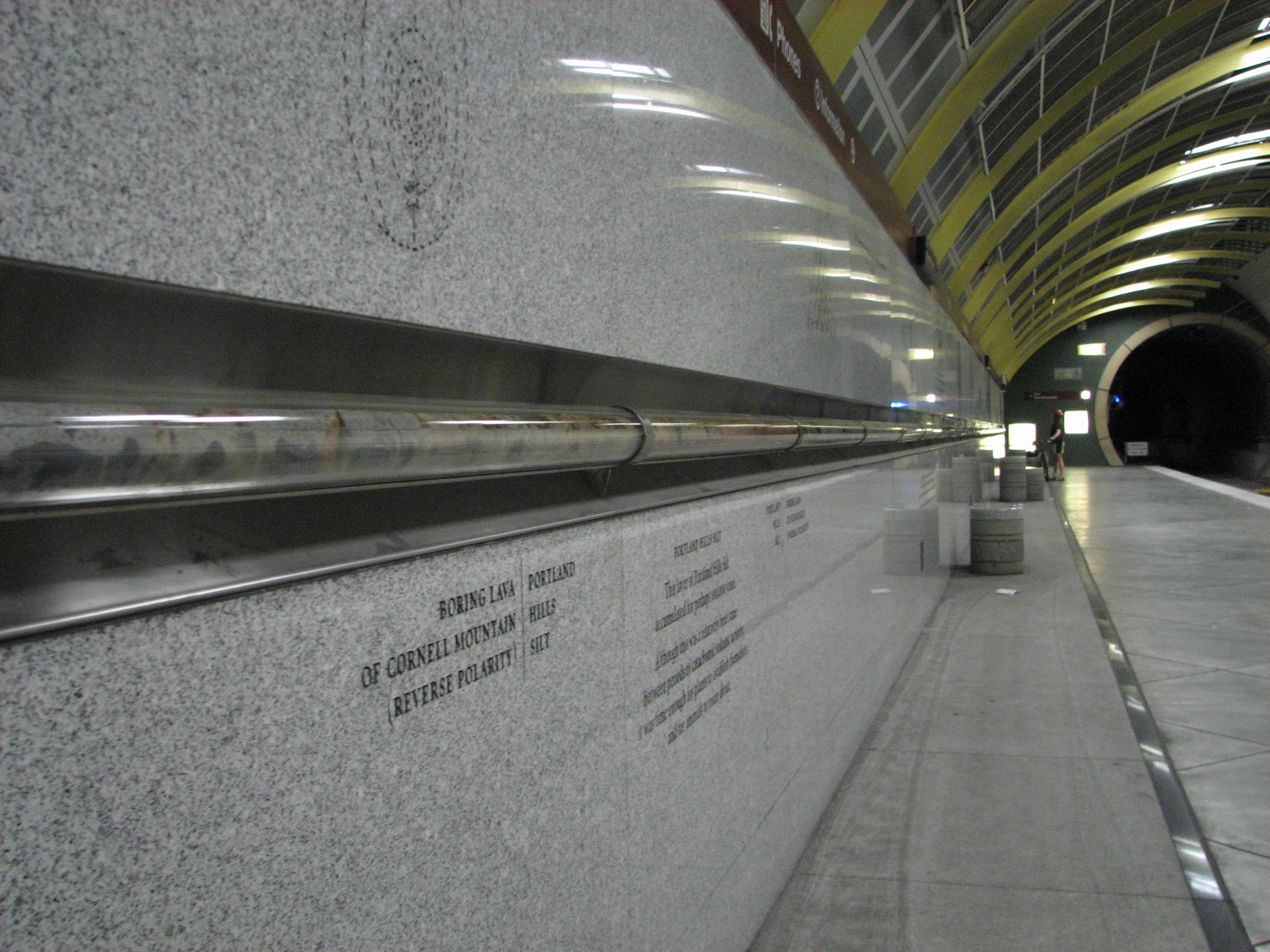
A földtani leletek a peron falán

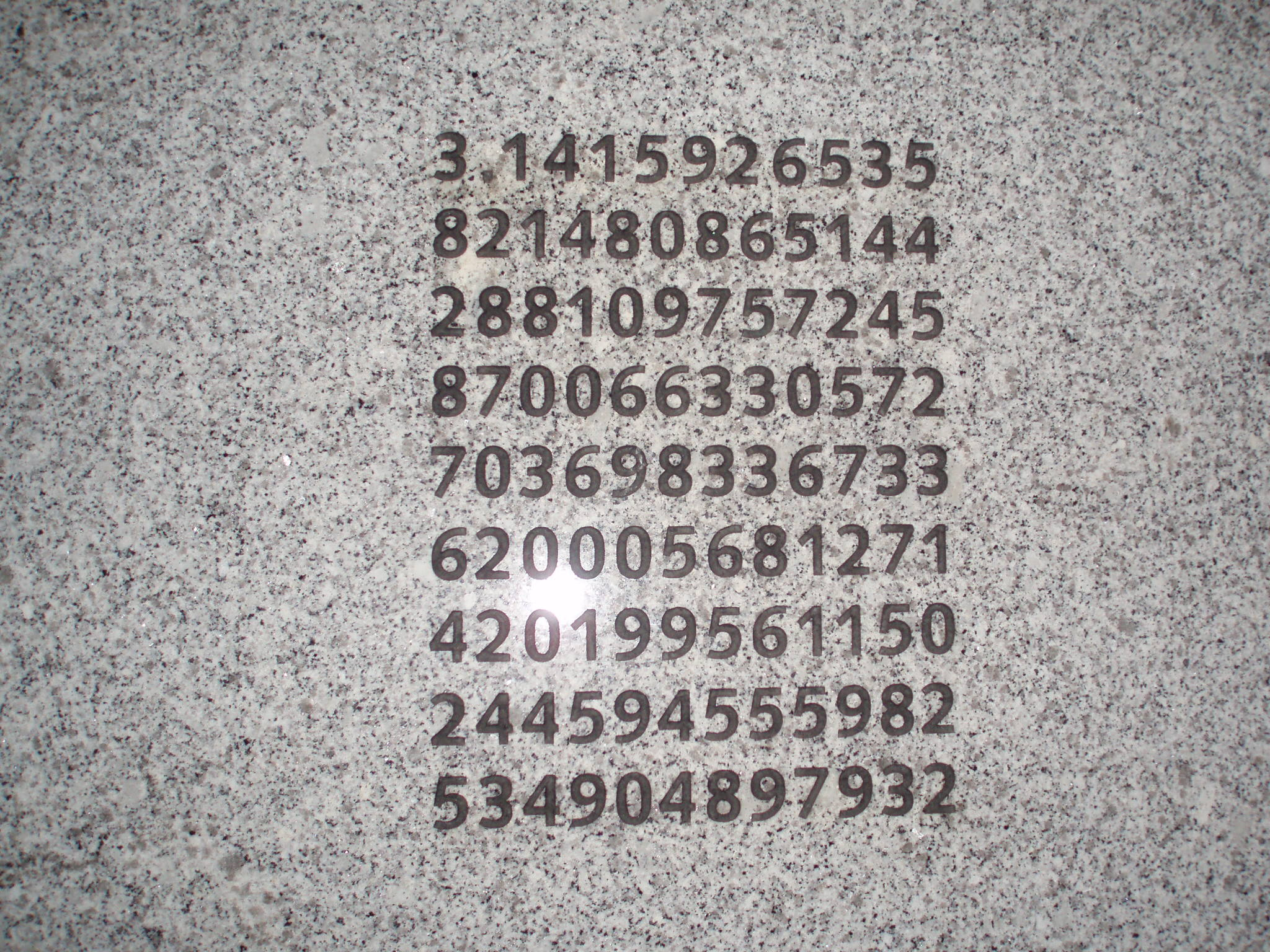
A pi számjegyei a keleti oldalon; a 11. számjegy utáni értékek hibásak

Washington Park megállóhely a Metropolitan Area Express kék és piros vonalainak, valamint a TriMet és más szolgáltatók autóbuszainak megállója az Oregon állambeli Portlandben. Az állomás a MAX egyetlen földalatti megállója, illetve Észak-Amerika legmélyebben, valamint a világ egyik legmélyebben fekvő megállója.
A felszínen a megállótól keletre egy állatkert, nyugatra egy erdészeti oktatóközpont, délnyugatra egy gyermekmúzeum, északnyugatra a vietnámi háború veteránjainak emlékhelye, északra pedig egy arborétum található. Az állomást és a park többi részét (például a rózsa- és a japánkertet) autóbuszok, illetve a 40 Mile Loop gyalogos és kerékpáros sétány köti össze. A körzetből a Providence Park felé is indulnak járatok.

## Történet
Az 1998-ban megnyílt állomás tervezője a ZGF Architects LLP, építője a Hoffman Construction Company, a mérnöki munkákért pedig a Parsons Brinckerhoff felelt. A Building Design & Construction éves listájában a megállót a legjelentősebb közprojektnek nevezte.

## Leírás

### Felszín
Az utcaszinten található park a képviselőház tagja, a projektet támogató Les AuCoin nevét viseli. A bejárat mellett egy parkoló, annak másik oldalán pedig egy állatkert található, melynek bejáratát az állomás megnyitásakor áthelyezték. A peronokat két lifttel lehet megközelíteni: az állatkert felől a kelet, a World Forestry Center felől pedig a nyugati érhető el.

### Peronszint
A földalatti pálya a Robertson-alagútban fut. A középperonos megállóban egy földtani idővonalat telepítettek, amely az alagút fúrása során feltárt leleteket tartalmazza. A mennyezet burkolata a keleti oldalon sárga (a napfelkeltére emlékeztetve), a másik oldalon pedig narancs (a naplementére utalva), beceneveiket ennek megfelelően kapták („Sunrise” – Napfelkelte és „Sunset” – Naplemente).
A 89 km/h sebességgel közlekedő villamosokat több, mint 1,5 kilométerről is lehet hallani. Az általuk kibocsátott hő és az állomást körülölelő sziklás közeg miatt a hőmérséklet átlagosan 10℃ körül alakul.
A nyugati irányú peron keleti végén, az alagút bejáratánál található a kivitelezés során elhunyt dolgozó emlékműve.

### Liftek
A liftekben a felszín jelzése „jelen”, a peronszinté pedig „16 millió éve”; a gombokon S és T szerepel. A felvonók kijelzője menet közben mutatja a lábban vett magasságot. A liftek az utat 25 másodperc alatt teszik meg. A keleti lift 26, a nyugati pedig 28 szintnyi távolságot jár be; ez utóbbi a felszín egyenetlensége miatt 6,1 méterrel magasabbról indul.

## Autóbuszok

### TriMet
- 63 – Washington Park/Arlington Hts (►Providence Park)[6]

### Más szolgáltatók
- Washington Park Free Shuttle (körjárat (Washington Park Transportation Management Association))[7]

| Előző állomás                                           |  | Metropolitan Area Express |  | Következő állomás                                                      |
| ------------------------------------------------------- |  | ------------------------- |  | ---------------------------------------------------------------------- |
| Sunset pályaudvartovább Hatfield Government Center felé |  | Kék vonal                 |  | Goose Hollow/SW Jefferson Sttovább Cleveland Avenue felé               |
| Sunset pályaudvartovább Beaverton pályaudvar felé       |  | Piros vonal               |  | Goose Hollow/SW Jefferson Sttovább Portland International Airport felé |

## Fordítás
- Ez a szócikk részben vagy egészben  a   Washington Park MAX Station című angol Wikipédia-szócikk ezen változatának fordításán alapul.  Az eredeti cikk szerkesztőit annak laptörténete sorolja fel. Ez a jelzés csupán a megfogalmazás eredetét és a szerzői jogokat jelzi, nem szolgál a cikkben szereplő információk forrásmegjelöléseként.